# Joan Planellas i Barnosell
Joan Planellas i Barnosell (ur. 7 listopada 1955 w Gironie) – hiszpański duchowny katolicki, arcybiskup Tarragony od 2019.

## Życiorys

### Prezbiterat
Święcenia kapłańskie otrzymał 28 marca 1982 i został inkardynowany do diecezji Girona. Pracował głównie jako duszpasterz parafialny oraz jako wykładowca girońskiego instytutu teologicznego. Był także m.in. rektorem seminarium oraz wykładowcą na Wydziale Teologicznym Katalonii.

### Episkopat
4 maja 2019 papież Franciszek mianował go arcybiskupem ordynariuszem archidiecezji Tarragony. Sakry udzielił mu 8 czerwca 2019 metropolita Barcelony - kardynał Juan José Omella Omella.